# Невилл, Фил
Фи́лип Джон Не́вилл (англ. Philip John Neville; род. 21 января 1977, Бери, Большой Манчестер, Англия), более известный как Фил Не́вилл (англ. Phil Neville) — английский футболист и футбольный тренер. Выступал за сборную Англии, участник трёх чемпионатов Европы. Его старший брат Гари Невилл был капитаном «Манчестер Юнайтед», а сестра-близнец Трейси Невилл выступала за сборную Англии по нетболу.

## Клубная карьера

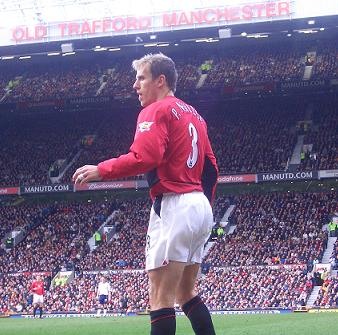
Фил Невилл в составе «Манчестер Юнайтед»

Фил Невилл 6 раз выигрывал Премьер-лигу, 3 раза Кубок Англии и один раз Лигу чемпионов УЕФА со своим первым клубом «Манчестер Юнайтед». Невилл мог сыграть как в защите, так и в полузащите, и часто выступал на позиции флангового защитника.
Вместе со своим братом, Гари, Фил является выпускником академии «Манчестер Юнайтед». Его дебют в основном составе клуба состоялся в 1994 году. Всего в составе «красных дьяволов» Фил провёл 386 матчей и забил 8 голов.
В 2005 году Невилл присоединился к клубу «Эвертон», который заплатил за футболиста 3,5 миллиона фунтов. Первый матч защитника в новой команде состоялся против «Манчестер Юнайтед». Через год Невилл стал капитаном команды. Всего в составе «ирисок» провёл 303 матча. После окончания контракта с клубом из Ливерпуля Невилл объявил о завершении карьеры футболиста.

## Карьера в сборной
В сборной Англии Невилл дебютировал в 1996 году. Он попадал в заявки на Евро-96, 2000 и 2004, но ни разу не участвовал в чемпионатах мира. В 2000 году в матче Англия — Румыния фол Невилла в собственной штрафной площадке привёл к пенальти, после которого англичане вылетели с чемпионата Европы. Всего за национальную команду защитник провёл 59 матчей.

## Тренерская карьера
Будучи капитаном «Эвертона», Фил Невилл заявил, что намерен стать тренером после завершения карьеры игрока. Ещё до окончания сезона 2012/13 он начал исполнять обязанности тренера молодёжной сборной Англии при подготовке команды к отборочному матчу чемпионата Европы. В итоге он вошёл в тренерский штаб молодёжной сборной Англии, принимавшей участие в чемпионате Европы 2013 в Израиле.
Летом 2013 года, покинув «Эвертон» в качестве свободного агента, вошёл в тренерский штаб нового главного тренера «Манчестер Юнайтед» Дэвида Мойеса, под руководством которого выступал в «Эвертоне». Таким образом, Фил Невилл вернулся в клуб, за который выступал на профессиональном уровне с 1994 по 2005 год.
23 января 2018 года Фил возглавил женскую сборную Англии после отставки прежнего тренера Марка Сэмпсона. Под его руководством команда успешно прошла квалификацию к чемпионату мира 2019 года за матч до окончания отборочного турнира.
18 января 2021 года Невилл возглавил выступающий в MLS клуб «Интер Майами», чьим совладельцем является Дэвид Бекхэм. 1 июня 2023 года после десяти поражений в последних тринадцати матчах он был уволен.
9 июня 2023 года вошёл в тренерский штаб сборной Канады в качестве ассистента главного тренера Джона Хердмана.
6 ноября 2023 года Невилл был назначен главным тренером «Портленд Тимберс», подписав с клубом MLS многолетний контракт до конца сезона 2026.

## Достижения
«Манчестер Юнайтед»
- Чемпион Премьер-лиги (6): 1995/96, 1996/97, 1998/99, 1999/2000, 2000/01, 2002/03
- Обладатель Кубка Англии (3): 1996, 1999, 2004
- Обладатель Суперкубка Англии (3): 1996, 1997, 2003
- Победитель Лиги чемпионов УЕФА: 1999
- Обладатель Межконтинентального кубка: 1999
- Итого: 14 трофеев

Сборная Англии
- Бронзовый призёр чемпионата Европы: 1996

## Статистика выступлений
| Клуб              | Сезон            | Лига | Лига | Кубки | Кубки | Еврокубки | Еврокубки | Прочие | Прочие | Итого | Итого |
| Клуб              | Сезон            | Игры | Голы | Игры  | Голы  | Игры      | Голы      | Игры   | Голы   | Игры  | Голы  |
| ----------------- | ---------------- | ---- | ---- | ----- | ----- | --------- | --------- | ------ | ------ | ----- | ----- |
| Манчестер Юнайтед | 1994/95          | 2    | 0    | 1     | 0     | 0         | 0         | 0      | 0      | 3     | 0     |
| Манчестер Юнайтед | 1995/96          | 24   | 0    | 9     | 0     | 1         | 0         | 0      | 0      | 34    | 0     |
| Манчестер Юнайтед | 1996/97          | 18   | 0    | 1     | 0     | 4         | 0         | 1      | 0      | 24    | 0     |
| Манчестер Юнайтед | 1997/98          | 30   | 1    | 4     | 0     | 7         | 0         | 1      | 0      | 42    | 1     |
| Манчестер Юнайтед | 1998/99          | 28   | 0    | 9     | 0     | 6         | 1         | 1      | 0      | 44    | 1     |
| Манчестер Юнайтед | 1999/2000        | 29   | 0    | 0     | 0     | 9         | 0         | 5      | 0      | 43    | 0     |
| Манчестер Юнайтед | 2000/01          | 29   | 1    | 3     | 0     | 6         | 0         | 0      | 0      | 38    | 1     |
| Манчестер Юнайтед | 2001/02          | 28   | 2    | 3     | 0     | 7         | 0         | 0      | 0      | 38    | 2     |
| Манчестер Юнайтед | 2002/03          | 25   | 1    | 6     | 1     | 12        | 0         | 0      | 0      | 43    | 2     |
| Манчестер Юнайтед | 2003/04          | 31   | 0    | 4     | 0     | 7         | 1         | 1      | 0      | 43    | 1     |
| Манчестер Юнайтед | 2004/05          | 19   | 0    | 8     | 0     | 6         | 0         | 1      | 0      | 34    | 0     |
| Манчестер Юнайтед | Итого            | 263  | 5    | 48    | 1     | 65        | 2         | 10     | 0      | 386   | 8     |
| Эвертон           | 2005/06          | 34   | 0    | 5     | 0     | 4         | 0         | 0      | 0      | 43    | 0     |
| Эвертон           | 2006/07          | 35   | 1    | 3     | 0     | 0         | 0         | 0      | 0      | 38    | 1     |
| Эвертон           | 2007/08          | 37   | 2    | 5     | 0     | 8         | 0         | 0      | 0      | 50    | 2     |
| Эвертон           | 2008/09          | 37   | 0    | 8     | 0     | 2         | 0         | 0      | 0      | 47    | 0     |
| Эвертон           | 2009/10          | 23   | 0    | 2     | 0     | 4         | 0         | 0      | 0      | 29    | 0     |
| Эвертон           | 2010/11          | 31   | 1    | 4     | 0     | 0         | 0         | 0      | 0      | 35    | 1     |
| Эвертон           | 2011/12          | 27   | 0    | 9     | 1     | 0         | 0         | 0      | 0      | 36    | 1     |
| Эвертон           | 2012/13          | 18   | 0    | 7     | 0     | 0         | 0         | 0      | 0      | 25    | 0     |
| Эвертон           | Итого            | 242  | 4    | 43    | 1     | 18        | 0         | 0      | 0      | 303   | 5     |
| Всего за карьеру  | Всего за карьеру | 505  | 9    | 91    | 2     | 83        | 2         | 10     | 0      | 689   | 13    |